# 錫達萊克 (明尼蘇達州)
錫達萊克（英語：Cedar Lake）是位於美國明尼蘇達州斯科特縣錫達萊克鎮區的一個非建制地區。

## 地理
錫達萊克所處的海拔為高於海平面287米（即942英呎），而該地所採用的時區為UTC-6，即北美中部時區（CST）。同時該地設有夏令時間，為UTC-6調快一小時，即UTC-5（CDT）。